# Linda Ronstadt, Stone Poneys and Friends, Vol. III
Linda Ronstadt, Stone Ponies and Friends, vol. III es el tercer y último álbum de estudio de The Stone Poneys, lanzado el 29 de abril de 1968. La cantante Linda Ronstadt lanzaría su primer álbum en solitario al año siguiente.
Si bien aparentemente es un álbum de Stone Poneys, vol. III representa una transición y un cambio de enfoque desde los dos primeros lanzamientos de la banda, formada en 1965 como un grupo de armonía con Ronstadt como solista ocasional, a la carrera y posterior estrellato en solitario del cantante. Contar con Ronstadt como cantante principal (tanto de los conciertos como del tercer álbum) fue exigido por los ejecutivos de Capitol Records y alentado por el productor Nik Venet, quien vio su potencial como solista con la grabación y el posterior éxito de "Different Drum", un sencillo del álbum anterior. La canción, 'con Linda Ronstadt', fue respaldada por músicos externos en lugar de sus compañeros de banda Kenny Edwards y Bobby Kimmel, lo que creó tensiones en la banda que empeoraron y dañaron la moral de manera irrevocable. Edwards abandonó el grupo durante las sesiones de grabación de su tercer álbum, luego de una breve gira a principios de 1968; y Kimmel se iría más tarde ese año.
La nueva dirección significó aumentar el trío con músicos adicionales y minimizar las contribuciones de composición de canciones de Edwards y Kimmel a favor de un nuevo repertorio en un estilo musical diferente. En lugar del folk rock de los dos primeros álbumes de Stone Poneys, la mayoría de las canciones del vol. III están en el estilo country rock que marcaría el trabajo posterior de Ronstadt sobre ella. Esto es particularmente cierto en el caso de las dos canciones lanzadas como sencillos, "Some of Shelly's Blues" y "Up to My Neck in High Muddy Water".
Los tres miembros de la banda aparecieron en las portadas de los dos primeros álbumes, mientras que solo Ronstadt aparece en esta portada. La foto de la contraportada la muestra entre un grupo de amigos y vecinos (incluido el musicólogo Charles Seeger y el cantautor Tim Buckley) frente a la casa en Hart Avenue en Santa Mónica, California, que fue una residencia comunal para algunos de ellos, incluidos Ronstadt (Seeger y Buckley vivían cerca).
El álbum fue lanzado en abril de 1968 en formato LP por Capitol en ediciones monoaurales y estereofónicas (números de catálogo T 2863 y ST 2863, respectivamente) y en cinta de 8 pistas (8XT 2863). En 1995 apareció una reedición de Capitol CD (número de catálogo 80130). El número de volumen en el título usa un número romano en lugar del número arábigo usado en la versión anterior.
Varias de las canciones del vol. III aparece en compilaciones posteriores, incluidas Stoney End en Pickwick Records en 1972 y Different Drum en 1974, el último álbum un lanzamiento de Capitol acreditado únicamente a Linda Ronstadt. En 2008, Raven Records en Australia publicó un CD de 27 pistas, The Stone Poneys, que comprende todas las pistas de los dos primeros álbumes de la banda, The Stone Poneys y Evergreen, Volumen 2, más cuatro pistas del tercer álbum.

## Composición
Vol. III incluye solo dos composiciones de Bobby Kimmel-Kenny Edwards. Para las pistas restantes, Ronstadt buscó material de compositores tan respetados como Tim Buckley y Laura Nyro, así como canciones de escritores representados en los dos primeros álbumes, como Michael Nesmith y Steve Gillette y Tom Campbell, quienes compusieron el corto. fragmentos de canciones que abren el álbum.
El único éxito en las listas de éxitos de los Stone Poneys con este material fue el sencillo "Up to My Neck in High Muddy Water", que alcanzó el puesto 93 en el Billboard Hot 100. Los Greenbriar Boys habían grabado originalmente la canción para su álbum de 1966 Better Late than. ¡Nunca! – el álbum que también presentó a Ronstadt y la banda a la canción de Mike Nesmith "Different Drum", su sencillo de mayor éxito de Evergreen, Volumen 2.
" Some of Shelly's Blues " de Nesmith fue un sencillo que no entró en las listas de éxitos de la banda. Nesmith es más conocido como miembro de The Monkees, quienes grabaron esta canción en la década de 1960, aunque su versión permanecería inédita hasta principios de la década de 1990. Nesmith incluyó su versión en su álbum Pretty Much Your Standard Ranch Stash (1973). La canción también fue la pista de apertura del álbum de 1970 de The Nitty Gritty Dirt Band, Uncle Charlie & His Dog Teddy; y alcanzó el puesto 64 en la lista de sencillos de Billboard en 1971, como uno de los dos sencillos de seguimiento de su mayor éxito, "Mr. Bojangles". Al año siguiente, Dirt Band respaldó a Earl Scruggs en una versión de I Saw the Light with Some Help from My Friends, un álbum en el que también aparece Ronstadt; y también aparece en su álbum en vivo de 1982 The Dirt Band Tonite. Mary McCaslin grabó dos Vol. III, incluida "Some of Shelly's Blues" para su álbum de 1981 A Life and Time.
Varias otras canciones ahora familiares también aparecen en este álbum. "Let's Get Together", también conocido como "Get Together" y, a veces, acreditado por el nombre artístico de su escritor, Dino Valenti, fue grabado por primera vez por la banda de folk-pop The Kingston Trio en 1964. Conocido por el éxito Top 5 en 1969 por The Youngbloods (quienes la lanzaron originalmente en 1967), la canción es ampliamente considerada como un atractivo hippie/flower power por excelencia para la paz y la hermandad. Fue grabado en la década de 1960 por muchos otros artistas, incluidos Judy Collins, Jefferson Airplane y The Byrds. En 1965, una versión de We Five alcanzó el puesto 31 en las listas de sencillos, como continuación de su gran éxito "You Were on My Mind".
La canción de Laura Nyro que cierra el Vol. III, de su debut de 1967 More Than a New Discovery, también fue la canción principal del primer álbum Top 10 de Barbra Streisand en cinco años, Stoney End de 1971, y un sencillo de la versión de Streisand alcanzó el número 6 en el Billboard Hot 100. Peggy Lipton también grabó "Stoney End" para un sencillo de 1968.
Ronstadt le cambió el nombre a "Morning Glory", del segundo álbum de Tim Buckley, Goodbye and Hello (1967), y aparece como "Hobo" en el vol. tercero Las versiones de portada (con el título original) también aparecieron casi al mismo tiempo en el primer álbum de Blood, Sweat and Tears, Child Is Father to the Man (1968); y en el álbum debut de McKendree Spring de 1969. Una interpretación en vivo de la canción en 1968 por Fairport Convention se incluyó como pista adicional en la reedición de 2003 de su debut, Fairport Convention.
Las otras dos canciones de Tim Buckley provienen de su debut, Tim Buckley (1966). Durante su breve tiempo con Capitol Records, Mary McCaslin grabó "Aren't You the One" casi al mismo tiempo que los Stone Poneys, con el mismo productor (Venet); aparece entre otro material inédito en su lanzamiento de 1999 Rain: The Lost Album. (El título original de Buckley era "¿No eres tú la chica?".)

## Créditos del álbum
Ronstadt es bien conocida en la industria de la música por incluir créditos muy meticulosos en sus álbumes, particularmente en lo que respecta a los músicos. (Por ejemplo, sus primeros dos LP "Greatest Hits" incluyen créditos para todas las canciones en los paneles interiores de la portada). En Evergreen, Volumen 2, se incluyeron un total de 22 músicos, incluidos nueve en la sección de cuerdas. Sin embargo, a pesar del "y amigos" del título, no hay créditos en el interior de la portada ni en la contraportada del vol. III, y allmusic enumera solo a los tres miembros de la banda en su entrada para el álbum.

## Lista de canciones
| Lado A |                                                                 |          |  |
| N.º    | Título                                                          | Duración |  |
| 1.     | «Fragments: Golden Song" / "Merry-Go-Round" / "Love Is a Child» | 1:40     |  |
| 2.     | «By the Fruits of their Labors»                                 | 2:05     |  |
| 3.     | «Hobo» (originally titled "Morning Glory")                      | 3:00     |  |
| 4.     | «Star and a Stone»                                              | 3:33     |  |
| 5.     | «Let's Get Together»                                            | 3:10     |  |

| Lado B |                                                                |          |  |
| N.º    | Título                                                         | Duración |  |
| 1.     | «Up to My Neck in High Muddy Water»                            | 2:35     |  |
| 2.     | «Aren't You the One» (originally titled "Aren't You the Girl") | 2:30     |  |
| 3.     | «Wings»                                                        | 3:00     |  |
| 4.     | «Some of Shelly's Blues»                                       | 2:10     |  |
| 5.     | «Stoney End»                                                   | 3:35     |  |

## Personal

### Miembros originales de la banda
- Bob Kimmel, guitarra
- Kenny Edwards, guitarra
- Linda Ronstadt, voz principal.

- Datos: Q6551930